# Enceinte de Liège
L'enceinte de Liège est un ancien ensemble de fortifications qui protégeait la ville de Liège, disposant de plusieurs enceintes successives prenant leur origine au Moyen Âge puis modernisées.

## Première enceinte
La première enceinte fortifiée de Liège est l’œuvre du prince-évêque Notger qui décida dès 983 d'entourer la ville d'une muraille en grès houiller afin de la protéger des attaques extérieures. Le rempart encerclait l'actuel centre de Liège mais ne comprenait ni le quartier de l'Île, ni le quartier d'Hors-Château.
L'enceinte a la forme d'un quadrilatère allongé de 25 hectares. Elle est doublée de fossés et ponctuée de portes et de tours. Une porte tour est édifiée au pied de Pierreuse.
Début du XIIe siècle l'empereur Henri IV aurait fait agrandir l'enceinte et jeter des fondements de remparts vers Sainte-Walburge, mais faute de moyens et de bonne volonté, les travaux échouent.

## Seconde enceinte

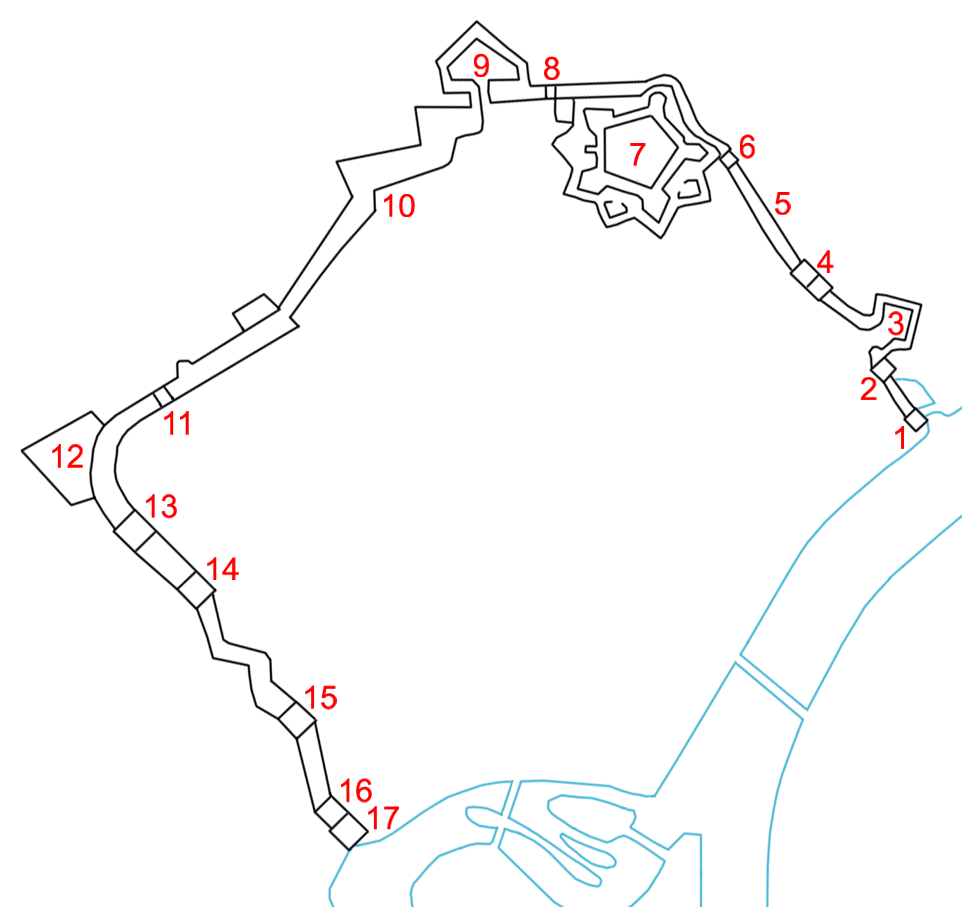
Fortifications du centre ville de Liège vers la fin du XVIIe siècle.
1. Porte Maghin,
2. Porte Saint-Léonard,
3. Bastion Saint-Léonard,
4. Porte de Vivegnis,
5. Rempart des Six-Cents-Degrés,
6. Païenporte,
7. Citadelle,
8. Porte Sainte-Walburge,
9. Bastion du Clergé,
10. Rempart des Anglais,
11. Hocheporte,
12. Bastion du Saint-Esprit,
13. Porte Sainte-Marguerite,
14. Porte Saint-Martin,
15. Tour des Moxhons,
16. Porte des Bégards,
17. Tour des Bégards.

Au début du XIIIe siècle, la construction d'une nouvelle enceinte englobe, cette fois-ci, les territoires de l'Île et de Hors-Château.
En 1204, on construit une muraille avec tours partant de la porte Sainte-Walburge jusqu'à Païenporte et descendant jusqu'à la Meuse, ainsi qu'une autre muraille reliant Hocheporte à Sainte-Walburge.
En mai 1212, les murailles encore inachevées sont escaladées par les troupes d'Henri Ier de Brabant qui dévalent vers la cité et la mette aussitôt à sac. Pour les Liégeois, la leçon est dure et ils reprennent les travaux de façon intensive. Lorsque le duc de Brabant revient en 1213 pour piller la ville une nouvelle fois, il dut rebrousser chemin face à ces nouvelles fortifications. Il sera poursuivi par Hugues de Pierrepont et battu à la bataille de Steps. Les travaux seront achevés en 1215.
En 1255, le prince-évêque Henri de Gueldre fait démolir les murailles de Sainte-Walburge à Païenporte et fait ériger la porte Sainte-Walburge, ce qui met en colère les Liégeois, qui voient là un moyen de les tenir en respect. Il y adjoint une forteresse avec tours, pont levis, puits, prison et escaliers du côté de le vallée. C'est en fait la première citadelle.
De cette seconde enceinte, il subsiste encore aujourd'hui quatre constructions visibles : une partie des murs de défense sud de la citadelle, le bastion du Saint-Esprit, la tour des Moxhons et la porte des Bégards. Des sections des remparts subsistent à l'Ouest avec le rempart des Anglais, et à l'Est avec le rempart des Six Cent Degrés.

## Enceintes complémentaires
Simultanément à la construction de la seconde enceinte, la ville érige d'autres remparts le long de ses cours d'eau afin de renforcer la partie sud de la cité.

### Remparts en Isle
Les remparts de l'Isle s'étendaient à toute la partie sud de l'Isle depuis la porte d'Avroy qui protégeait le pont d'Avroy jusqu'à la place des Jésuites (au niveau de l'actuelle passerelle Saucy). Ils remontaient donc la rive droite du bras d'Avroy (actuellement boulevard d'Avroy) jusqu'à la séparation de ce bras avec le cours principal de la Meuse où se trouvait la tour aux Lapins (à proximité de l'actuelle statue de Charlemagne). Ils bordaient alors la rive gauche de la Meuse (actuellement boulevard Piercot), longeaient l'abbaye de Beaurepart (actuellement l'évêché de Liège), étaient renforcés par la tour des Croisiers puis se terminaient près de la place des Jésuites.
Il est à noter qu'une chaîne en fer était tendue au-dessus de la Sauvenière entre la tour des Bégards et le rivage Saint-Jean pour empêcher toute incursion via le fleuve.

### Remparts en Bêche

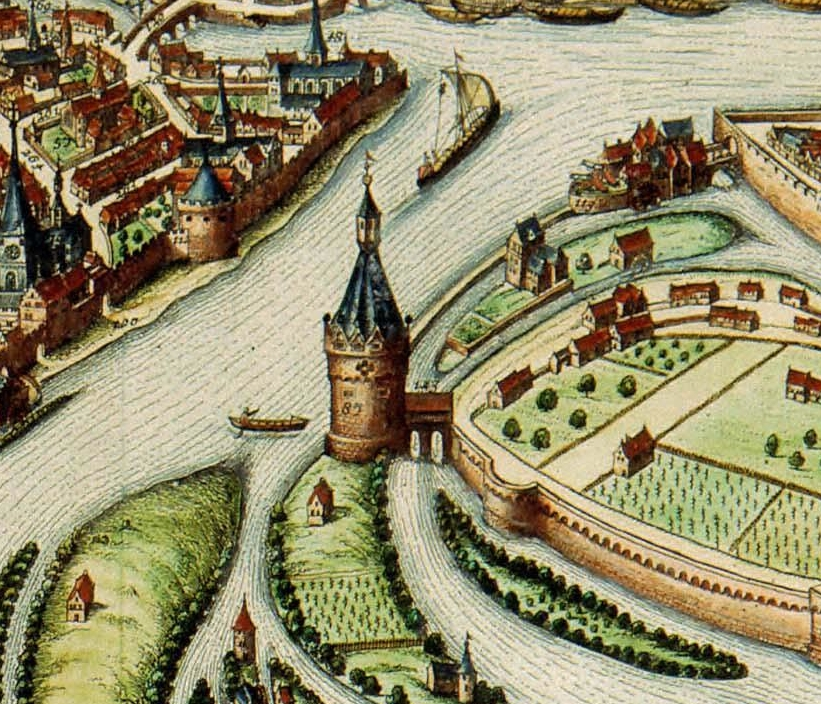
La tour des Croisiers (à gauche) et la tour en Bêche (au centre)

Les remparts en Bêche (partie sud d'Outremeuse) commençaient à la tour en Bêche (quai Churchill actuel), suivaient le rivage sud en englobant la porte d'Amercœur qui protégeait le pont d'Amercœur et se terminaient à la confluence avec le biez du Barbou.
Comme sur la Sauvenière, une autre chaîne en fer était tendue au-dessus de la Meuse entre la tour en Bêche et la tour des Croisiers.